# Talbot Rothwell
Talbot Rothwell (ur. 12 listopada 1916 w Bromley – zm. 28 lutego 1981 w Worthing) – brytyjski scenarzysta filmowy i telewizyjny, najbardziej znany jako autor scenariusza do dwudziestu filmów z popularnej serii komediowej Cała naprzód.

## Życiorys
W młodości początkowo był urzędnikiem w ratuszu, następnie został funkcjonariuszem policji, a w końcu wstąpił do Royal Air Force i pilotował samoloty wojskowe. W czasie II wojny światowej został zestrzelony nad Norwegią i wzięty do niemieckiej niewoli. Większość wojny spędził w obozie jenieckim Stalag Luft III w okolicach dzisiejszego Żagania. Tam poznał służącego w armii aktora Petera Butterwortha. Zaczęli wspólnie organizować występy dla współwięźniów, do których Rothwell pisał teksty, a Butterworth był jednym z wykonawców. Działalność ta nie tylko miała stanowić rozrywkę dla jeńców, lecz służyła także celom konspiracyjnym – hałas związany z przedstawieniami i przygotowaniami do nich zagłuszał odgłosy kopania tuneli, którymi osadzeni zamierzali uciec.
Po wojnie Rothwell opuścił armię i postanowił zarabiać na życie jako scenarzysta komediowy. Początkowo współpracował z artystami estradowymi, takimi jak Arthur Askey czy Ted Ray. Na początku lat 60. napisał scenariusz filmowy i wysłał go producentowi serii Cała naprzód, Peterowi Rogersowi. Tekst spodobał się Rogersowi na tyle, iż zatrudnił Rothwella jako głównego scenarzystę swych filmów. W latach 1963–74 zrealizowanych zostało 20 filmów z jego scenariuszami. W porównaniu z pierwszym scenarzystą cyklu, Normanem Hudisem, Rothwell popchnął Całą naprzód w kierunku nieco bardziej dosadnego, a z czasem wręcz lekko erotyzującego humoru. Było to odbicie tendencji dostrzegalnych wówczas w całym brytyjskim kinie komercyjnym, gdzie na fali liberalizujących się norm obyczajowych pojawiało się coraz więcej golizny i otwarcie seksualnej tematyki (skrajnym tego przejawem były tzw. sex comedies, będące połączeniem komedii i filmów erotycznych, jednak Rothwell nie posunął się nigdy aż tak daleko). Wiele z napisanych przez niego filmów było także parodiami poszczególnych nurtów w kinie, m.in. westernów, horrorów, filmów przygodowych czy historycznych. Rothwell próbował także swoich sił jako scenarzysta telewizyjny – na zamówienie BBC napisał scenariusz do sitcomu Up Pompeii!, rozgrywającego się w starożytnym Rzymie.
W 1974 zrezygnował z aktywnej pracy ze względu na systematycznie pogarszający się stan zdrowia. W 1977, w uznaniu swoich zasług dla brytyjskiego kina, został odznaczony Orderem Imperium Brytyjskiego klasy Oficer. Ostatnie lata życia spędził w miasteczku Worthing w hrabstwie West Sussex. Tam też zmarł w lutym 1981 roku, przeżywszy 64 lata.